# 松本與作
松本 與作（まつもと よさく、1890年9月24日 - 1990年3月9日）は、近代日本の建築家。
東京築地にあった工手学校卒業後、辰野葛西事務所所員として東京駅や東京京橋の第一相互館の設計を担当し、第一相互館竣工後、クライアントの第一生命創業者矢野恒太に誘われて第一生命保険初代営繕課長となり、代表作となる第一生命館を設計した。
その後も90歳を超えて第一生命の顧問技師として勤務した。
中央停車場の設計担当者として多くの証言を残しており、松本の半生は伊藤ていじが『谷間の花が見えなかった時』（彰国社、1982年）としてまとめている。

## 略歴
1890年9月24日、宮内省で京都御所の修繕などに携わっていた松本源次郎の長男として、現在の京都市上京区に生まれる。
工手学校（現・工学院大学）建築科を1907年7月に卒業する。
辰野葛西事務所に入所し、中央停車場の設計担当を命ぜられ、辰野金吾の指導を受けながらスタッフの1人として従事する。中央停車場の完成後は、第一相互館の施工に携わり、これが縁となって1921年の第一相互館完成後に第一生命保険相互会社へ営繕課長として迎えられる。1922年より欧米各国の建築事情の視察を行い、日本に帰ってきたのは関東大震災直後であった。
第一生命館の設計を渡辺仁と共同で行う。
第二次世界大戦後に第一生命の終身顧問技師となる。
1990年、逝去。

## 参考書籍
- 伊藤ていじ『谷間の花が見えなかった時: 近代建築史の断絶を理める松本與作の証言』（新装版）彰国社、2012年。ISBN 978-4395029815。
- 堀勇良『日本近代建築人名総覧』中央公論新社、2021年。